# Episodi di Agents of S.H.I.E.L.D. (seconda stagione)
La seconda stagione della serie televisiva Agents of S.H.I.E.L.D., composta da ventidue episodi, è stata trasmessa in prima visione negli Stati Uniti dal canale ABC dal 23 settembre 2014 al 12 maggio 2015.
Gli antagonisti principali della seconda stagione sono: Werner Reinhardt/Daniel Whitehall e Jiaying.
In Italia, la stagione è stata trasmessa in prima visione dal canale satellitare Fox dal 15 ottobre 2014 al 29 maggio 2015. Il canale ha inoltre trasmesso la prima parte di stagione in versione sottotitolata originale a circa una settimana di distanza dalla messa in onda statunitense.
In chiaro, è trasmessa da Rai 4, a partire dal 24 ottobre 2015.
| nº | Titolo originale                      | Titolo italiano                     | Prima TV USA      | Prima TV Italia  |
| -- | ------------------------------------- | ----------------------------------- | ----------------- | ---------------- |
| 1  | Shadows                               | Ombre                               | 23 settembre 2014 | 15 ottobre 2014  |
| 2  | Heavy is the Head                     | Inquieto giaccia il capo            | 30 settembre 2014 | 15 ottobre 2014  |
| 3  | Making Friends and Influencing People | Fare amicizia e convincere la gente | 7 ottobre 2014    | 22 ottobre 2014  |
| 4  | Face My Enemy                         | Faccia a faccia con il nemico       | 14 ottobre 2014   | 29 ottobre 2014  |
| 5  | A Hen in the Wolf House               | Una gallina nella tana del lupo     | 21 ottobre 2014   | 5 novembre 2014  |
| 6  | A Fractured House                     | Questioni di famiglia               | 28 ottobre 2014   | 19 novembre 2014 |
| 7  | The Writing on the Wall               | Le incisioni sul muro               | 11 novembre 2014  | 26 novembre 2014 |
| 8  | The Things We Bury                    | Quello che seppelliamo              | 18 novembre 2014  | 10 dicembre 2014 |
| 9  | Ye Who Enter Here                     | ...Voi ch'entrate                   | 2 dicembre 2014   | 17 dicembre 2014 |
| 10 | What They Become                      | Ciò che diventano                   | 9 dicembre 2014   | 24 dicembre 2014 |
| 11 | Aftershocks                           | Scosse di assestamento              | 3 marzo 2015      | 20 marzo 2015    |
| 12 | Who You Really Are                    | Chi sei veramente                   | 10 marzo 2015     | 27 marzo 2015    |
| 13 | One of Us                             | Uno di noi                          | 17 marzo 2015     | 3 aprile 2015    |
| 14 | Love in the Time of Hydra             | L'amore ai tempi dell'Hydra         | 24 marzo 2015     | 10 aprile 2015   |
| 15 | One Door Closes                       | Si chiude una porta                 | 31 marzo 2015     | 17 aprile 2015   |
| 16 | Afterlife                             | Aldilà                              | 7 aprile 2015     | 24 aprile 2015   |
| 17 | Melinda                               | Melinda                             | 14 aprile 2015    | 1º maggio 2015   |
| 18 | The Frenemy of My Enemy               | Nemico amico del mio nemico         | 21 aprile 2015    | 8 maggio 2015    |
| 19 | The Dirty Half Dozen                  | Quella sporca mezza dozzina         | 28 aprile 2015    | 15 maggio 2015   |
| 20 | Scars                                 | Cicatrici                           | 5 maggio 2015     | 22 maggio 2015   |
| 21 | S.O.S.                                | S.O.S.                              | 12 maggio 2015    | 29 maggio 2015   |
| 22 | S.O.S.                                | S.O.S.                              | 12 maggio 2015    | 29 maggio 2015   |

## Ombre
- Titolo originale: Shadows
- Diretto da: Vincent Misiano
- Scritto da: Jed Whedon e Maurissa Tancharoen

### Trama
Austria, 1945. Peggy Carter e gli Howling Commandos assaltano l'ultima base nota dell'HYDRA, diretta da un tale Reinhardt, arrestano i membri stazionativi e confiscano i manufatti al suo interno, tra cui il corpo di un alieno blu ed un misterioso piccolo Obelisco, designato come primo 0-8-4. Nel presente, il nuovo S.H.I.E.L.D. di Coulson, stabilitosi al Parco Giochi ed arricchitosi di nuovi elementi (tra cui un trio di mercenari composto da Isabelle Hartley, Idaho e Lance Hunter), contatta un ex-agente S.H.I.E.L.D. impiegato presso un deposito di 0-8-4 per acquistare da lui l'informazione sull'attuale ubicazione dell'Obelisco. L'operazione viene compromessa dall'arrivo dell'Uomo Assorbente, che uccide l'agente e fugge con la valigetta contenente l'informazione. Fatto ritorno alla base, comprendendo che il sicario è alle dipendenze dell'HYDRA, Skye interroga Ward, il quale, prigioniero nei sotterranei, le rivela la frequenza della rete usata dall'HYDRA per comunicare; cosa che porta la squadra a scoprire la diffusione su scala globale dell'organizzazione neonazista. Scoperto che il deposito dove l'Obelisco è stato assegnato dopo la confisca dei beni dello S.H.I.E.L.D. da parte del governo è sotto la giurisdizione del (neo-promosso) generale Talbot, il team di Coulson lo salva dall'attacco dell'Uomo Assorbente e fa una copia delle sue impronte digitali per accedere al deposito e recuperare l'Obelisco. Tuttavia nel momento in cui la Hartley tocca il manufatto, questi inizia a pietrificarla, cosa che porta la squadra a dover eseguire una fuga rapida: Skye e Triplett rubano un quinjet con dispositivo di occultamento, May fugge su una motocicletta e i mercenari su una jeep. Durante il tragitto, Hunter tenta di salvare Hartley amputandole il braccio, ma poco dopo che c'è riuscito, l'Uomo Assorbente assale il veicolo provocando la morte dei suoi compagni e sottraendogli l'Obelisco. Intanto le condizioni di salute di Fitz sono nettamente peggiorate da quando Simmons è andata via, tanto che il ragazzo parla da solo immaginando che Jemma sia ancora al suo fianco.
Nella scena di chiusura, in una struttura dell'HYDRA, Bakshi avverte del successo del furto il suo superiore: Reinhardt, apparentemente non invecchiato e noto ora come Daniel Whitehall.
- Altri interpreti: B.J. Britt (Antoine Triplett), Adrian Pasdar (Glenn Talbot), Henry Simmons (Al MacKenzie), Patton Oswalt (Billy Koenig), Lucy Lawless (Isabelle Hartley), Wilmer Calderon (Idaho), Reed Diamond (Reinhardt/Daniel Whitehall), Hayley Atwell (Peggy Carter), Kenneth Choi (Jim Morita), Neal McDonough (Dum Dum Dugan), Brian Patrick Wade (Carl Creel/Uomo Assorbente), Simon Kassianides (Sunil Bakshi), George Stephanopoulos (se stesso).
- Ascolti USA: telespettatori 5.980.000[4].
- Ascolti Italia: telespettatori 260.890[5].

## Inquieto giaccia il capo
- Titolo originale: Heavy Is the Head
- Diretto da: Jesse Bochco
- Scritto da: Paul Zbyszewski

### Trama
Scampato all'attacco dell'Uomo Assorbente, Hunter viene catturato dagli uomini di Talbot, che gli propone di condurlo fino al luogo in cui si nasconde lo S.H.I.E.L.D. di Coulson in cambio di un funerale decente per Hartley e Idaho. Contemporaneamente May riesce a raggiungere l'Uomo Assorbente ma riceve da Coulson l'ordine di non ingaggiarlo in combattimento; il superumano nel frattempo scopre di aver involontariamente assorbito le proprietà pietrificanti dell'Obelisco e viene avvicinato da Raina, che gli propone aiuto in cambio del manufatto, ma questi la caccia via. Hunter viene liberato da Talbot e confida a Coulson la proposta fattagli dall'uomo, esigendo in cambio della sua lealtà di ricevere lo stesso compenso più il compenso previsto per il lavoro da mercenari svolto dai tre (che intende dare alle famiglie dei compagni caduti). Nel frattempo Mack, agente esperto di meccanica, avvicina Fitz, che ha sviluppato l'afasia e soffre di allucinazioni riguardanti Simmons (la quale non è più nella squadra), e lo aiuta a modificare "Il Distruttore" di modo da sviluppare un'arma capace di neutralizzare i poteri dell'Uomo Assorbente, che nel frattempo lo S.H.I.E.L.D. riesce a rintracciare grazie a una dritta di Raina. Giunti sul luogo dove il superumano sta per effettuare lo scambio con Bakshi però, Hunter neutralizza a tradimento May, Skye e Triplett con l'intento di affrontarlo da solo e vendicare i compagni. Nel momento in cui la situazione si fa critica, Coulson interviene pietrificando l'Uomo Assorbente col congegno di Fitz e Mack, salvando la vita al mercenario e proponendogli un posto all'interno del suo nuovo S.H.I.E.L.D.; dopodiché contatta Talbot e, facendo sfoggio della tecnologia in suo possesso, gli intima di smettere d'intralciare lui e la sua organizzazione.
Nella scena dopo i titoli di coda, Raina, impossessatasi dell'Obelisco viene costretta a toccarlo da un misterioso individuo ma, stranamente, su di lei non ha alcun effetto. L'uomo le ordina poi di portargli immediatamente sua figlia: Skye.
- Altri interpreti: B.J. Britt (Antoine Triplett), Adrian Pasdar (Glenn Talbot), Henry Simmons (Al MacKenzie), Brian Patrick Wade (Carl Creel/Uomo Assorbente), Simon Kassianides (Sunil Bakshi), Ruth Negga (Raina), Kyle MacLachlan ("Il Dottore").
- Ascolti USA: telespettatori 5.050.000[6].
- Ascolti Italia: telespettatori 245.023[5].

## Fare amicizia e convincere la gente
- Titolo originale: Making Friends and Influencing People
- Diretto da: Bobby Roth
- Scritto da: Monica Owusu-Breen

### Trama
Simmons, in missione sotto copertura in una base dell'HYDRA, gira a Coulson l'informazione che il prossimo soggetto nelle mire dell'organizzazione terrorista è Donnie Gill, che dopo la presa della Sandbox ha trovato rifugio a Casablanca, in Marocco. May, Skye, Triplett e Hunter, capeggiati da Coulson, si recano dunque sul luogo per rintracciarlo per primi; contemporaneamente Bakshi, scoperto che Simmons ha precedentemente incontrato Gill, la fa prelevare e le ordina di seguirlo sul campo per assisterlo nella missione di recupero, che ha luogo a bordo di una nave da cargo. Al Parco Giochi intanto, Fitz, frustrato per venire sempre lasciato indietro, entra nei sotterranei e trova la cella di Ward, furioso nei confronti dell'uomo toglie l'ossigeno alla stanza per fargli provare ciò che ha provato lui, ma si ferma quando Ward rivela il pericolo corso dalla squadra in quel momento: Donnie è già una risorsa dell'HYDRA, Bakshi ha difatti svolto un parziale lavaggio del cervello su di lui diversi mesi prima per farsi aiutare a conquistare la Sandbox. Mentre i due parlano difatti, Bakshi ripristina il condizionamento del criocineta e, prima di fuggire, gli ordina di uccidere ogni agente S.H.I.E.L.D. sulla nave, ma Skye, per evitare che il potere del ragazzo cada nelle mani del nemico, gli spara facendolo finire in mare. Fatto ritorno al Parco Giochi, Skye apprende che le autorità marocchine non sono riuscite a ritrovare il corpo di Gill, mentre Fitz viene finalmente messo al corrente del motivo per cui Simmons se ne è andata: la missione assegnatale. Infine Bakshi, colpito dall'abilità sul campo mostrata da Simmons, chiede a Whitehall di promuoverla e farne una sua diretta sottoposta.
Nella scena finale Skye domanda a Ward se il lavaggio del cervello sia il motivo per cui obbediva all'HYDRA ma questi, non volendo più mentirle, confessa di averlo fatto di sua spontanea volontà ed aggiunge che il suo solo desiderio è riconquistare la fiducia della ragazza di modo che essa creda a quanto ha scoperto sul conto di suo padre.
- Altri interpreti: B.J. Britt (Antoine Triplett), Henry Simmons (Al MacKenzie), Dylan Minnette (Donnie Gill), Reed Diamond (Daniel Whitehall), Simon Kassianides (Sunil Bakshi), Maya Stojan (Agente 33).
- Ascolti USA: telespettatori 4.730.000[7].
- Ascolti Italia: telespettatori 174.316[8].
- Citazioni e riferimenti: Bakshi si riferisce a Donnie Gill come "progetto Blizzard", alter ego fumettistico del personaggio. Il sistema di manipolazione mentale usato dall'HYDRA, inoltre, si chiama "Metodo Faustus", ed è stato probabilmente sviluppato dal Dottor Faustus, apparso in Agent Carter.

## Faccia a faccia con il nemico
- Titolo originale: Face My Enemy
- Diretto da: Kevin Tancharoen
- Scritto da: Drew Z. Greenberg

### Trama
Miami, in Florida. Una chiesa prende misteriosamente fuoco e l'unico oggetto che rimane indenne è un dipinto di oltre 500 anni che riporta sul retro i misteriosi geroglifici sempre più costantemente incisi da Coulson, il quale, desideroso di scoprire di più al riguardo, si introduce insieme a May al gala di beneficenza indetto al fine di ricostruire la chiesa bruciata. I due vengono tuttavia avvicinati da Talbot, che ha sequestrato il dipinto in nome del governo statunitense e propone loro di raggiungerlo nella sua stanza d'albergo quella sera stessa per aiutarlo nella decifrazione dei geroglifici. Insospettita dal comportamento dell'uomo, May lo segue e scopre trattarsi in realtà di Bakshi sotto mentite spoglie; poco dopo aver realizzato ciò viene però tramortita dall'Agente 33 (ex-agente S.H.I.E.L.D. vittima di lavaggio del cervello), che prende il suo posto e raggiunge Coulson dicendogli di seguirla da "Talbot". Nell'andarsene la finta May mette sull'aereo del nuovo S.H.I.E.L.D. un virus che ne compromette i motori; la situazione viene però risolta dall'intervento di Fitz e Hunter. Nel frattempo Coulson scopre il tranello della finta May e quella vera, liberatasi da Bakshi, riesce a neutralizzare la sua sosia. I due riescono a fuggire col dipinto che, analizzato, fa emergere un'importante verità: i simboli sono stati incisi da pochi giorni e, dunque, c'è qualcun altro oltre a Coulson che li conosce. Terrorizzato il direttore ordina a May di ucciderlo qualora diventasse folle come Garrett.
Nella scena finale Whitehall avvicina Raina e, minacciando di poterla trovare ovunque vada, le ordina di consegnargli l'Obelisco entro 48 ore.
- Altri interpreti: B.J. Britt (Antoine Triplett), Henry Simmons (Al MacKenzie), Adrian Pasdar (Glenn Talbot), Reed Diamond (Daniel Whitehall), Simon Kassianides (Sunil Bakshi), Ruth Negga (Raina), Maya Stojan (Agente 33).
- Ascolti USA: telespettatori 4.700.000[9].
- Ascolti Italia: telespettatori non disponibili
- Citazioni e riferimenti: Le maschere usate dai membri dell'HYDRA nell'episodio sono Veli Fotostatici (Photostatic Veil) usate anche dalla Vedova Nera in Captain America: The Winter Soldier per fingersi un membro del Consiglio di Sicurezza Mondiale.

## Una gallina nella tana del lupo
- Titolo originale: A Hen in the Wolf House
- Diretto da: Holly Dale
- Scritto da: Brent Fletcher

### Trama
Raina implora "Il Dottore" di renderle l'Obelisco affinché possa salvarsi la vita consegnandolo a Whitehall, ma questi rifiuta, la caccia via e, in preda alla rabbia, massacra due criminali che lo avevano pagato per estrarre una pallottola da uno di loro. Nel frattempo Simmons scopre che l'intenzione dell'HYDRA una volta impossessatasi dell'artefatto sarebbe di sfruttarlo per creare un'arma biologica, dunque manda un messaggio cifrato a Coulson, venendo però vista da Raina, che, disperata, decide di ricattare l'uomo minacciando di mandare a tutti i computer dell'HYDRA una foto compromettente di Simmons, a meno che non le venga consegnata Skye affinché la porti da suo padre (sperando così di ritornare nelle grazie dell'uomo). Coulson tuttavia rifiuta l'offerta, la copertura di Simmons viene compromessa e, di conseguenza, la scienziata si trova a dover sfuggire a un furibondo Bakshi in testa ad un manipolo di soldati dell'HYDRA. Viene però inaspettatamente tratta in salvo dall'apparentemente spietata responsabile della sicurezza della base, Bobbie Morse, che si rivela a sua volta un'infiltrata dello S.H.I.E.L.D.. In preda al panico Raina implora la protezione dello S.H.I.E.L.D. e Coulson, per tutta risposta, le mette un microtrasmettitore sottocutaneo al fine di soccorrerla qualora Whitehall l'aggredisse; inoltre si fa rivelare il luogo in cui si nasconde "Il Dottore", cosa che spinge Skye a recarvisi, rinvenendo le sue ultime due vittime. Atterrita e in lacrime la ragazza lo definisce un "mostro" ignara del fatto che egli la stia ascoltando attraverso una telecamera in un misto di rabbia e dolore. Tornati al Parco Giochi, Simmons si ricongiunge a Fitz, Bobbie (che si scopre essere l'ex-moglie di Hunter) si unisce al team e Coulson mette Skye al corrente dei sospetti che la sua mancata reazione al G.H.325 possa indicare origini aliene, inoltre le mostra finalmente i graffiti che ormai incide da mesi. Skye, dopo un unico sguardo, capisce si tratti di una mappa.
Nella scena finale, mentre Whitehall e Bakshi sono intenti a smantellare la loro base (compromessa dalla fuga di Simmons e Morse), "Il Dottore" si presenta al loro cospetto ed uccide a mani nude alcuni loro agenti per poi consegnare spontaneamente l'Obelisco e inoltrare una richiesta di alleanza contro Coulson ed ogni altro agente S.H.I.E.L.D..
- Altri interpreti: B.J. Britt (Antoine Triplett), Adrianne Palicki (Bobbi Morse), Henry Simmons (Al MacKenzie), Reed Diamond (Daniel Whitehall), Simon Kassianides (Sunil Bakshi), Ruth Negga (Raina), Kyle MacLachlan ("Il Dottore"), Amir Talai (''Schneider'').
- Ascolti USA: telespettatori 4.360.000[10].
- Ascolti Italia: telespettatori non disponibili.
- Citazioni e riferimenti: Dopo che Bobbie Morse sconfigge due agenti HYDRA rivelando il suo vero schieramento assume la sua posa tipica, resa famosa dalla copertina di Hawkeye & Mockingbird n. 1 ad opera di Paul Renaud. Il cambio di colore dei capelli del personaggio è inoltre un riferimento al suo esordio come brunetta in Astonishing Tales n. 6 che, senza che sia mai stata data alcuna spiegazione, divenne bionda due numeri dopo[11]; infine la tinta rossa e nera della sua uniforme richiama fortemente il primo costume indossato dal personaggio.

## Questioni di famiglia
- Titolo originale: A Fractured House
- Diretto da: Ron Underwood
- Scritto da: Rafe Judkins e Lauren LeFranc

### Trama
Durante un'assemblea dell'ONU sulla posizione da prendere in merito allo S.H.I.E.L.D. un manipolo di mercenari dell'HYDRA guidato da Marcus Scarlotti fa irruzione uccidendo diversi diplomatici, il tutto passandosi per membri dello S.H.I.E.L.D.. Christian Ward, senatore del Massachusetts, fratello maggiore di Grant Ward e finanziatore della campagna anti-S.H.I.E.L.D. di Talbot, decide dunque di sfruttare l'incidente per far passare un'iniziativa anti-terrorista volta a sradicare lo S.H.I.E.L.D. in tutto il pianeta, cosa che spinge Coulson ad incontrarsi con l'uomo per trovare un compromesso. Nel frattempo Skye estorce a Ward la verità su suo padre: nel 1990 nello Hunan egli assistette all'omicidio di sua moglie per mano dell'HYDRA, perse il controllo e assassinò l'intero villaggio perdendo involontariamente le tracce della figlia. Contemporaneamente Christian concede a Coulson di ritirare l'iniziativa e dare appoggio pubblico alla sua organizzazione se questi accetta di consegnargli il fratello minore, che afferma essere pazzo ed aver sempre inventato la storia d'aver subito abusi da parte sua. Sebbene Grant affermi che Christian stia mentendo e sia un maestro manipolatore, Coulson accetta la proposta del senatore. May intanto, assieme a Bobbi e Hunter, rintraccia Scarlotti e i suoi mercenari in Belgio riuscendo ad arrestarli e a consegnarli a Talbot, che sembra iniziare a rivalutare l'agenzia spionistica. Infine, mentre il senatore Ward rivela al mondo intero che suo fratello è un ex-membro dell'HYDRA ed intende processarlo per i suoi crimini, quest'ultimo viene trasferito in una struttura di custodia governativa ma, lungo il tragitto, si libera dalle manette e uccide le sue guardie riuscendo a evadere.
Nella scena finale un uomo coi misteriosi geroglifici tatuati sul corpo si reca da un tatuatore per finire il disegno.
- Altri interpreti: B.J. Britt (Antoine Triplett), Adrianne Palicki (Bobbi Morse), Henry Simmons (Al MacKenzie), Adrian Pasdar (Glenn Talbot), Tim DeKay (Christian Ward), Falk Hentschel (Marcus Scarlotti), Brian Van Holt (Sebastian Derek).
- Ascolti USA: telespettatori 4.440.000[12].
- Ascolti Italia: telespettatori non disponibili.
- Citazioni e riferimenti: Nell'episodio Il pozzo, Alex Neustaedter, l'attore che interpreta il fratello maggiore di Ward nel flashback, è accreditato come Maynard e non Christian.

## Le incisioni sul muro
- Titolo originale: The Writing on the Wall
- Diretto da: Vincent Misiano
- Scritto da: Craig Titley

### Trama
A Upstate, New York, il misterioso uomo coi geroglifici tatuati uccide una pittrice incidendole i simboli con un coltello, grazie a una ricerca di Skye la notizia arriva rapidamente a Coulson, che riconosce la vittima come un'ex-agente S.H.I.E.L.D. e, dopo aver fatto irruzione a casa sua scoprendo che anch'essa era ossessionata dai simboli, decide di collegarsi nuovamente alla macchina della memoria per risvegliare i suoi ricordi come responsabile del Progetto T.A.H.I.T.I.; scopre così che i sei agenti usati come cavie e resuscitati tramite il G.H.325 iniziarono tutti a incidere (o auto-incidersi) i simboli; motivo per il quale il progetto venne abbandonato e ad essi vennero riscritti i ricordi per poter essere reintegrati nella società. Comprendendo dunque che il responsabile degli omicidi è uno dei sei, Sebastian Derek, già responsabile della morte di altri quattro inclusa la pittrice, lo rintraccia prima che mieta la sua ultima vittima e, combattendolo, riesce finalmente a capire il senso dei misteriosi simboli ponendo fine al suo bisogno di incidere: le incisioni sono in realtà la cianografia di una città che, evidentemente, l'"Ospite" di T.A.H.I.T.I. stava cercando. Contemporaneamente Ward, nel corso della sua fuga, prende un autobus ad Atlanta, lo cambia per uno di Dallas e, in seguito per Boston riuscendo a distanziare Triplett, May, Bobbi e Hunter. Successivamente arriva a un bar usato come copertura dall'HYDRA e si incontra con Bakshi; nel momento in cui i suoi inseguitori raggiungono il locale tuttavia, Ward è già sparito lasciandosi dietro l'imbavagliato e privo di sensi Bakshi come "regalo" per Coulson.
Nella scena conclusiva Ward, rasatosi barba e capelli, fa una telefonata al cellulare di Bakshi sapendo che avrebbe risposto Skye e, dopo averle comunicato di non mandare altri agenti a cercarlo e che, di tanto in tanto, manderà allo S.H.I.E.L.D. altri "regali", riaggancia e si appresta ad andare a incontrare il fratello.
- Altri interpreti: B.J. Britt (Antoine Triplett), Adrianne Palicki (Bobbi Morse), Henry Simmons (Al MacKenzie), Simon Kassianides (Sunil Bakshi), Brian Van Holt (Sebastian Derek), Joel Gretsch (Cameron Klein/Hank Thompson).
- Ascolti USA: telespettatori 4.270.000[13].
- Ascolti Italia: telespettatori non disponibili.
- Citazioni e riferimenti: L'hacker citato da Skye come fonte delle fotografie dell'ultimo omicidio di Derek è Micro, nei fumetti storico alleato del Punitore e apparso nell'omonima serie Netflix; mentre uno dei sei pazienti del Progetto T.A.H.I.T.I., Cameron Klein (Hank Thompson), è un tecnico dello S.H.I.E.L.D. comparso in Captain America (Vol 3) n. 32 (agosto 2000).

## Quello che seppelliamo
- Titolo originale: The Things We Bury
- Diretto da: DJ Doyle
- Scritto da: Milan Cheylov

### Trama
Austria, 1945. Werner Reinhardt sperimenta le proprietà pietrificanti dell'Obelisco su vari soggetti costringendoli a toccarlo finché una giovane donna manifesta di esservi immune; prima che l'obergruppenführer abbia modo di analizzarla per scoprire il motivo tuttavia, gli viene comunicata la notizia della sconfitta di Teschio Rosso e tenta di far evacuare la base venendo però arrestato. Nel presente, l'interrogatorio condotto da Bobbi su Bakshi fa emergere che Whitehall sia in realtà Reinhardt che, condannato al carcere a vita dopo l'arresto da parte di Peggy Carter, è stato rilasciato nel 1989 su ordine di Alexander Pierce e condotto al cospetto della donna di 44 anni prima, misteriosamente rimasta giovane, cui preleva il DNA a seguito di una vivisezione per poterselo iniettare e ringiovanire a sua volta. Contemporaneamente Ward rapisce suo fratello Christian e lo costringe ad ammettere i suoi crimini passati; mentre Coulson, Trip e Fitz fanno irruzione in una base satellitare nell'outback australiano per far sì che Skye riesca ad hackerarla di modo da trovare la città delle incisioni. Ad attenderli tuttavia ci sono alcuni uomini dell'HYDRA che, seppur vengano sconfitti, riescono a ferire Trip, il quale viene salvato solo grazie all'intervento del "Dottore", che sfrutta l'occasione per incontrare Coulson faccia a faccia ed ammonirlo di prepararsi alla battaglia. Sopravvissuti all'esperienza, gli agenti dello S.H.I.E.L.D. si riuniscono e, grazie al satellite, localizzano la misteriosa città. Infine, Ward si allea nuovamente con Whitehall dopo aver apparentemente assassinato Christian e i suoi genitori.
Hunan, 1990. Il "Dottore" rinviene il cadavere di sua moglie (la giovane donna vivisezionata da Whitehall) e giura vendetta.
- Altri interpreti: B.J. Britt (Antoine Triplett), Adrianne Palicki (Bobbi Morse), Henry Simmons (Al MacKenzie), Reed Diamond (Daniel Whitehall), Simon Kassianides (Sunil Bakshi), Tim DeKay (Christian Ward), Kyle MacLachlan ("Il Dottore"), Hayley Atwell (Peggy Carter), Dichen Lachman (madre di Skye).
- Ascolti USA: telespettatori 4.580.000[14].
- Ascolti Italia: telespettatori non disponibili.

## ...Voi ch'entrate
- Titolo originale: Ye Who Enter Here
- Diretto da: Billy Gierhart
- Scritto da: Paul Zbyszewski

### Trama
Skye ha un incubo dove vede sé stessa neonata venire abbandonata da Coulson e May mentre un carillon suona Daisy Bell e il suo corpo diventa pietra. Risvegliatasi viene mandata in missione a Vancouver, Canada, assieme a May e Hunter (che intanto ha ri-iniziato una relazione con Bobbi) per prelevare Raina e la sua scorta, Billy e Sam Koenig, prima che siano localizzati dall'HYDRA. Il resto del team si reca nel frattempo nel luogo in cui è stata localizzata la città aliena: San Juan, Porto Rico, nella speranza di farla saltare in aria con dell'esplosivo senza coinvolgere i civili; durante l'ispezione preliminare però, Mack si cala all'interno del luogo ed entra a contatto con un murale che gli provoca uno scatto d'ira incontrollata tale per cui, una volta riemerso, aggredisce i suoi compagni costringendoli a scaraventarlo nuovamente di sotto. Nel frattempo Skye, recuperata Raina, scopre da lei che, svariati secoli addietro, degli "angeli blu discesi dal cielo", i Kree, crearono l'Obelisco per selezionare gli umani col potenziale per diventare qualcosa di più e risparmiarli dallo sterminio dell'umanità: loro due sono tra i suddetti prescelti. Poco dopo tale rivelazione l'aereo viene abbordato da un plotone di uomini dell'HYDRA guidati da Ward, che preleva sia Raina che Skye promettendo che i suoi uomini non spareranno contro il velivolo dopo che se ne sarà andato.
Daniel Whitehall saputo della promessa di Ward dichiara che questi non disponesse dell'autorità per farla e, dunque, ordina all'Agente 33 di dare il via libera per aprire il fuoco sullo S.H.I.E.L.D..
- Altri interpreti: B.J. Britt (Antoine Triplett), Adrianne Palicki (Bobbi Morse), Henry Simmons (Al MacKenzie), Patton Oswalt (Billy e Sam Koenig), Ruth Negga (Raina), Reed Diamond (Daniel Whitehall), Maya Stojan (mix vocale dell'Agente 33).
- Ascolti USA: telespettatori 5.360.000[15].
- Ascolti Italia: telespettatori 124.495[16].
- Citazioni e riferimenti: Durante il briefing della missione Triplett menziona Atlantide, città che nell'universo Marvel è regnata da Namor.

## Ciò che diventano
- Titolo originale: What They Become
- Diretto da: Michael Zinberg
- Scritto da: Jeffrey Bell

### Trama
May, grazie ad una manovra dell'ultimo minuto, riesce a salvare l'aereo dai missili lanciati dall'HYDRA e si dirige a San Juan per ricongiungere il suo gruppo a quello di Coulson ed organizzare la controffensiva. Contemporaneamente Ward conduce Skye a cospetto di suo padre, che le si presenta come Cal e le rivela la verità dietro ai suoi natali: quando lavorava in una clinica nell'Hunan si innamorò della sua interprete di cinese (dotata di invecchiamento rallentato) ed ebbe da lei una figlia; l'HYDRA però rapì la donna per effettuare su di lei degli esperimenti e Cal andò alla sua ricerca ritrovandone il cadavere vivisezionato: l'impeto di rabbia che ne conseguì portò l'uomo a distruggere un intero villaggio perdendo di vista la neonata, che venne portata negli Stati Uniti dallo S.H.I.E.L.D.; l'intento dell'uomo è ora di vendicarsi di colui che gli ha rovinato la vita, Whitehall, il quale irrompe poco dopo nella stanza, stordisce Cal e rivela di voler vivisezionare Skye per scoprire il suo potere. Coulson, May, Bobbi e Hunter fanno irruzione nel covo dell'HYDRA a San Juan dando inizio ad una sparatoria; nel frattempo Cal si riprende e si reca da Whitehall per vendicarsi ma quando lo trova questi viene ucciso da Coulson. Furibondo, il dottore affronta il direttore dello S.H.I.E.L.D. in un serrato combattimento corpo a corpo mentre Ward si slega e libera Skye, la quale lo ferisce a tradimento e interrompe il combattimento tra Cal e Coulson intimando al padre di andarsene; l'uomo obbedisce a malincuore, non prima tuttavia di averle rivelato il suo vero nome: Daisy. Scossa da tutti i problemi che ha provocato, la ragazza decide di andare almeno a recuperare l'Obelisco, che nella confusione è stato rubato da Raina, direttasi verso il tempio della città Kree. Entrambe le ragazze arrivano al fatidico luogo guidate da Mack, sotto controllo mentale. Nel tempio Raina posiziona l'Obelisco su una pedana e le pareti della stanza cominciano a chiudersi intorno a loro; Coulson e Trip cercano di raggiungerle, ma solo quest'ultimo riesce a entrare nella stanza, l'Obelisco si apre rivelando al suo interno dei cristalli che rilasciano una misteriosa nebbia: Skye e Raina si cristallizzano in uno strano bozzolo, mentre Trip viene pietrificato dalle schegge dell'oggetto nel tentativo di distruggerlo. Emersa dal bozzolo dopo pochi secondi, Skye osserva con orrore quanto accaduto all'amico e genera un terremoto.
Nella scena finale, un uomo senza occhi riceve un segnale su un altro Obelisco e fa una chiamata, affermando che "ce n'è una nuova".
- Altri interpreti: B.J. Britt (Antoine Triplett), Adrianne Palicki (Bobbi Morse), Henry Simmons (Al MacKenzie), Patton Oswalt (Billy e Sam Koenig), Ruth Negga (Raina), Reed Diamond (Daniel Whitehall), Kyle MacLachlan (Dr. Calvin Zabo), Maya Stojan (mix vocale dell'Agente 33), Jamie Harris (uomo senza occhi).
- Ascolti USA: telespettatori 5.290.000[17].
- Ascolti Italia: telespettatori non disponibili.

## Scosse di assestamento
- Titolo originale: Aftershocks
- Diretto da: Billy Gierhart
- Scritto da: Maurissa Tancharoen e Jed Whedon

### Trama
1983. In una località ignota il giovane Gordon, rimasto senza occhi dopo essersi sottoposto alla Terrigenesi, ottenendo la capacità di teletrasportarsi, viene avvicinato da un gruppo di suoi simili guidato dalla madre di Skye, Jiaying, che gli promette di insegnargli a gestire il cambiamento. Nel presente, lo S.H.I.E.L.D. si appresta a far saltare in aria la città Kree dopo aver soccorso una sconvolta Skye dai detriti ed averla posta temporaneamente sotto quarantena per sottoporla ad alcune analisi, volte a determinare la natura delle polveri emesse dall'Obelisco. Intanto Raina, mutatasi in una creatura ricoperta d'aculei, fugge dalla città aliena uccidendo quattro agenti e rintraccia Cal, dapprima colpevolizzandolo di quanto accadutole e in seguito implorandolo di aiutarla a tornare normale, unicamente per sentirsi rispondere che la metamorfosi è permanente. Approfittando della momentanea debolezza dell'HYDRA dovuta alla morte di Whitehall, Coulson lascia fuggire Bakshi e lo fa pedinare fino a una villa dove si incontra con alcuni leader dell'HYDRA dando a Bobbi e Hunter la possibilità di assassinarli per poi catturarlo nuovamente e consegnarlo al generale Talbot. Nel frattempo Fitz, dopo aver compiuto delle analisi sul sangue di Skye scopre che il DNA dell'amica è mutato, capendo che è stata lei a causare il terremoto, ma decide di non rivelare tale scoperta agli altri. Quella stessa notte Raina, sola, umiliata e disgustata dal suo nuovo aspetto, tenta di suicidarsi camminando su un'autostrada, ma viene circondata dalle truppe dello S.H.I.E.L.D. mandate al suo inseguimento e, prima che possa reagire, Gordon compare dal nulla teletrasportandola via assieme a lui.
Nella scena finale il gruppo discute allegramente ricordando Triplett, mentre Bobbi e Mack tramite un dispositivo nascosto fanno una scansione dell'ufficio di Coulson e scoprono l'ubicazione della banca dati consegnatagli da Fury dopo averlo nominato suo successore.
- Altri interpreti: Henry Simmons (Al MacKenzie), Ruth Negga (Raina), Kyle MacLachlan (Dr. Calvin Zabo), Jamie Harris (Gordon), Simon Kassianides (Sunil Bakshi), Adrian Pasdar (Glenn Talbot), Henry Goodman (Dr. List), Fred Dryer (Octavian Bloom), Kathryn Leigh Scott (La Baronessa), Joel Polis (Il Banchiere), Maz Siam (Lo Sceicco), Donzaleigh Abernathy (madre di Triplett), Dichen Lachman (Jiaying), Philip Labes (Gordon da bambino).
- Ascolti USA: telespettatori 4.480.000[18].
- Ascolti Italia: telespettatori 175.367[19].

## Chi sei veramente
- Titolo originale: Who You Really Are
- Diretto da: Roxann Dawson
- Scritto da: Drew Z. Greenberg

### Trama
Su una spiaggia di Faro, in Portogallo, alcuni ragazzi si rilassano intorno a un falò quando Lady Sif emerge dal mare in evidente stato confusionale. Saputo della sua comparsa, Coulson e lo S.H.I.E.L.D. raggiungono la guerriera asgardiana, la quale ha perso quasi completamente la memoria in seguito allo scontro con un misterioso individuo che, una volta rintracciato e catturato, si scopre essere un Kree di nome Vin-Tak, giunto sulla Terra per uccidere tutti coloro che sono stati esposti agli effetti dell'Obelisco. L'alieno rivela che secoli prima, in periodo di guerra, un gruppo di Kree effettuò esperimenti genetici sugli abitanti di alcuni pianeti in modo da trasformarli in potenti armi, una volta esposti ai Cristalli Terrigeni. L'impero Kree scoprì l'accaduto e si dissociò da tali esperimenti definendoli una mostruosità, senza sapere però che sulla Terra ebbero successo, dando origine a una stirpe di umani geneticamente superiori. Ascoltando il racconto di Vin-Tak, Skye rimane così turbata da generare delle scosse sismiche, rivelando dunque il suo cambiamento ai compagni; Vin-Tak e Lady Sif (che ha riacquistato la memoria) si lanciano dunque al suo inseguimento; il primo viene messo astutamente fuori combattimento da Bobbi, mentre la seconda, raggiunta Skye, la osserva utilizzare su se stessa una pistola tranquillante per evitare che i suoi amici rimangano feriti dai suoi poteri; colpita da tale gesto l'asgardiana decide di lasciar rimanere la ragazza sulla Terra e prende in custodia Vin-Tak, cui è stata cancellata la memoria, per riportarlo su Hala. Contemporaneamente Skye, notando il comportamento timoroso nei suoi confronti da parte del resto del gruppo, decide di recludersi volontariamente in una cella d'isolamento per evitare ulteriori danni.
Nella scena finale Hunter, avendo capito che Bobbi e Mack nascondono un segreto al resto del gruppo, si reca da quest'ultimo per farsi rivelare la verità ma, anziché rispondergli, il meccanico lo aggredisce tramortendolo.
- Altri interpreti: Jaimie Alexander (Lady Sif), Henry Simmons (Al MacKenzie), Eddie McClintock (Vin-Tak).
- Ascolti USA: telespettatori 3.800.000[20].
- Ascolti Italia: telespettatori 145.299[21].

## Uno di noi
- Titolo originale: One of Us
- Diretto da: Kevin Tancharoen
- Scritto da: Monica Owusu-Breen

### Trama
Cal raduna dall'indice dello S.H.I.E.L.D. un gruppo di criminali dotati: il sociopatico Wendell Levi, brillante informatico; l'ex-picchiatore malavitoso Francis Noche, dotato di superforza in seguito all'assunzione di steroidi sperimentali; l'ex-ricercatrice Karla Faye Gideon, la quale ha dei rasoi impiantati chirurgicamente al posto delle unghie; e David A. Angar, un uomo che a seguito di trattamenti sperimentali alla gola ha sviluppato un urlo sonico; forte di tali alleati il dottore, assetato di vendetta, dichiara guerra a Coulson. Nel frattempo, May contatta il suo carismatico ex-marito, il dottor Andrew Garner, affinché esegua una valutazione psicologica su Skye e l'aiuti a controllare meglio i suoi poteri. Rintracciato il gruppo di Cal a Manitowoc, Wisconsin, sua città natale, Coulson li affronta nel campo da football del liceo cittadino con la sola assistenza di Bobbi; nel momento in cui essi vengono messi alle strette, tuttavia, May interviene facendo credere a Cal di essere pronta a uccidere sua figlia qualora non si arrenda; si crea una situazione di stallo di breve durata poiché, all'improvviso, compare Gordon, che si teletrasporta via assieme a Cal. Privati del loro leader i criminali vengono rapidamente sconfitti dallo S.H.I.E.L.D. ma, assistendo alla scena, Skye inizia a provocare delle lievi scosse sismiche che, a fatica, riesce a controllare; però le appaiono degli strani ematomi sulle braccia e sviene. Risvegliatasi sull'aereo, Skye viene informata da Simmons che, anziché reprimere i suoi poteri come credeva, non stava facendo altro che indirizzarli verso se stessa, provocando decine di microfratture lungo le braccia; per alleviare il dolore le vengono date delle speciali ingessature che minimizzano le vibrazioni. Parallelamente Mack, dopo aver tenuto a lungo prigioniero Hunter, lo conduce nella sede di quello che dichiara essere: «il vero S.H.I.E.L.D.».
Altrove, Cal si ritrova in una misteriosa stanza insieme a Gordon, il quale gli rimprovera di non essere "uno di loro" e di non dover attirare troppo l'attenzione, affermando poi enigmaticamente che non sarà lui a decidere del suo destino.
- Altri interpreti: Kyle MacLachlan (Dr. Calvin Zabo), Henry Simmons (Al MacKenzie), Blair Underwood (Dr. Andrew Garner), Drea de Matteo (Karla Faye Gideon), Ric Sarabia (Wendell Levi), Geo Corvera (Francis Noche), Jeff Daniel Phillips (David A. Angar), Jamie Harris (Gordon).
- Ascolti USA: telespettatori 4.340.000[22].
- Ascolti Italia: telespettatori 122.066[23].
- Citazioni e riferimenti: Andrew Garner lavora alla Culver University, già vista ne L'incredibile Hulk; Karla Faye Gideon è il nome di un personaggio minore dei fumetti di Daredevil, una donna frequentemente abusata dal marito ed il cui figlio è stato ucciso dalle gang[24].

## L'amore ai tempi dell'Hydra
- Titolo originale: Love in the Time of Hydra
- Diretto da: Jesse Bochco
- Scritto da: Brent Fletcher

### Trama
Mack conduce Hunter al cospetto di Robert Gonzales e degli altri leader del "vero S.H.I.E.L.D.", i quali gli rivelano che tale organizzazione è fondata, a differenza di quella di Fury, sulla totale trasparenza; motivo per il quale non hanno fiducia nella leadership di Coulson, che ritengono troppo simile a quella del suo predecessore e, dunque, una possibile minaccia. Contemporaneamente, seguendo il consiglio di Garner, Coulson rimuove Skye dal servizio attivo e la porta in un rifugio segreto equipaggiandola con dei guanti speciali progettati per diminuire la portata dei suoi poteri sismici; l'uomo le chiede di trovare un modo per controllare le sue nuove abilità dicendosi convinto che possa riuscirci. Ward e l'Agente 33 rintracciano intanto il creatore del velo fotostatico così da riparare quello indossato dalla donna fornendole inoltre un upgrade che le permetta di replicare le fattezze di chiunque desideri ma, nonostante ciò, essa si sente comunque priva di una propria identità poiché il lavaggio del cervello dell'HYDRA le ha cancellato i ricordi; per aiutarla a superare il trauma Ward, che sembra esserlesi affezionato, l'aiuta ad infiltrarsi nella base di Talbot in cui è rinchiuso Bakshi prelevandolo dalla sua cella. Alla portaerei Iliad, sede del "vero S.H.I.E.L.D.", Hunter riesce nel frattempo a fuggire impossessandosi di un sommergibile a seguito di un'accesa discussione con Bobbi che, dunque, decide di prendere in mano la situazione ed attaccare lo S.H.I.E.L.D. di Coulson prima che l'ex-marito faccia saltare la sua copertura.
Nella scena finale l'Agente 33, recuperati i propri ricordi estorcendo le informazioni a Bakshi, si presenta a Ward con il suo vero nome: Kara; in seguito si prepara a vendicarsi sottoponendo Bakshi al "Metodo Faustus".
- Altri interpreti: Henry Simmons (Al MacKenzie), Adrian Pasdar (Glenn Talbot), Edward James Olmos (Robert Gonzales), Maya Stojan (Agente 33), Christine Adams (Anne Weaver), Kirk Acevedo (Tomas Calderon), Simon Kassianides (Sunil Bakshi).
- Ascolti USA: telespettatori 4.290.000[25].
- Ascolti Italia: telespettatori non disponibili.
- Citazioni e riferimenti: La scena iniziale al ristorante tra Grant e l'Agente 33 è una citazione all'inizio del film Pulp Fiction[26]; inoltre, con la rivelazione del suo nome di battesimo, l'Agente 33 conferma di non essere un personaggio originale ma la trasposizione della sua controparte fumettistica: Kara Lynn Palamas, comparsa in un ciclo di storie di Ercole del 1997[27].

## Si chiude una porta
- Titolo originale: One Door Closes
- Diretto da: David Solomon
- Scritto da: Lauren LeFranc e Rafe Judkins

### Trama
2014, durante la caduta dello S.H.I.E.L.D., Bobbi, Mack e Izzy Hartley salvano il comandante della portaerei Iliad Robert Gonzales e, assieme a pochi altri agenti, combattono l'HYDRA riprendendo il controllo della nave, contravvenendo all'ordine di Fury di farla affondare assieme al suo carico, salvando centinaia di vite e fondando il "vero S.H.I.E.L.D.". Nel presente, Mack e Bobbi escono allo scoperto sottraendo dall'ufficio di Coulson la banca dati di Fury ed ingaggiando battaglia con tutti gli altri agenti S.H.I.E.L.D. del Parco Giochi ma, nel momento in cui sembrano messi con le spalle al muro, Gonzales e i suoi uomini irrompono nella base costringendo alla resa gli uomini di Coulson. Contemporaneamente Skye, al sicuro nel rifugio, riceve una visita da Gordon che, prima di volatilizzarsi, le svela che ne esistono altri "come loro" offrendole, se mai lo vorrà, un aiuto per controllare i suoi poteri. May, sfuggita alla cattura, libera e fa fuggire Coulson nella speranza riesca a soccorrere Skye prima che gli uomini di Gonzales la raggiungano; fatto ciò, si arrende di sua spontanea volontà. Nel frattempo il "vero S.H.I.E.L.D." attacca Skye nell'area del rifugio ed essa, scioccata e in preda al panico, scatena i suoi poteri radendo al suolo una buona porzione di foresta e ferendo gravemente i suoi inseguitori per poi venire teletrasportata via da Gordon.
Nel finale, Coulson viene raggiunto da Hunter ad un bar sulla spiaggia; il mercenario, firmando un simbolico contratto come suo agente su un tovagliolino, gli chiede quale sarà la loro prossima mossa.
- Altri interpreti: Henry Simmons (Al MacKenzie), Lucy Lawless (Isabelle Hartley), Edward James Olmos (Robert Gonzales), Jamie Harris (Gordon), Christine Adams (Anne Weaver), Kirk Acevedo (Tomas Calderon), Mackenzie Astin (Tim Maguire).
- Ascolti USA: telespettatori 4.260.000[28].
- Ascolti Italia: telespettatori 144.520[29].

## Aldilà
- Titolo originale: Afterlife
- Diretto da: Kevin Hooks
- Scritto da: Craig Titley

### Trama
Coulson e Hunter si dirigono al rifugio dove il primo aveva lasciato Skye scoprendo della sua sparizione a opera di Gordon grazie ai video delle telecamere di sorveglianza. Nel frattempo Gonzales cerca di convincere Fitz-Simmons ad aiutarlo ad aprire la banca dati di Fury; dei due tuttavia solamente la biochimica sembra accettare, mentre Fitz, disgustato, decide di lasciare lo S.H.I.E.L.D.. Skye intanto, si risveglia a Láishì, una località paradisiaca segreta usata come rifugio da persone come lei e da essi chiamata Aldilà; qui incontra Lincoln, un ragazzo dotato di poteri elettrici che le spiega come la maggior parte di loro sia preparata fin dalla nascita a sottoporsi alla Terrigenesi venendo poi affiancati da una guida che li aiuti a controllare i poteri che ne derivano. Dopo aver scoperto che anche Raina si trova in quel luogo, Skye l'aggredisce colpevolizzandola di tutto ciò che le è accaduto dopo averla seguita nel tempio Kree ma, prima che possa ucciderla, viene fermata dall'inaspettatamente ancora viva Jiaying, che le si presenta come sua guida, senza però rivelarle di essere anche sua madre. Contemporaneamente Coulson attira il "vero S.H.I.E.L.D." al rifugio per rubare uno dei loro quinjet grazie all'aiuto di Deathlok, suo agente operativo segreto incaricato di monitorare i movimenti di uno scienziato dell'HYDRA, il dottor List, apparentemente interessato a Gordon e ai suoi simili; per rintracciare lo scienziato tuttavia, c'è una sola persona cui Coulson possa rivolgersi: Grant Ward.
Nella scena finale, Fitz, a bordo di un taxi, tira fuori dallo zaino la banca dati di Fury consegnatagli di nascosto da Simmons così da portarla lontano da Gonzales e i suoi uomini.
- Altri interpreti: Henry Simmons (Al MacKenzie), Kyle MacLachlan (Dr. Calvin Zabo), Dichen Lachman (Jiaying), Jamie Harris (Gordon), Luke Mitchell (Lincoln Campbell), Edward James Olmos (Robert Gonzales), Ruth Negga (Raina), J. August Richards (Deathlok).
- Ascolti USA: telespettatori 4.240.000[30].
- Ascolti Italia: telespettatori non disponibili.

## Melinda
- Titolo originale: Melinda
- Diretto da: Garry A. Brown
- Scritto da: DJ Doyle

### Trama
Ad Aldilà Skye viene addestrata da Jiaying a comprendere e controllare i propri poteri finché, incuriosita da un'osservazione di Lincoln, Skye spinge la mentore a confessarle il vero motivo per cui l'abbia presa tanto a cuore: Jiaying le rivela quindi di essere sua madre. Dopo essersi chiarite, le due decidono di mantenere il segreto all'interno della comunità in virtù di un incidente capitato sette anni prima, quando una donna rubò dei Cristalli Terrigeni per usarli sulla figlia. Bahrein, 2007. Coulson e May si mettono alla testa di una squadra speciale dello S.H.I.E.L.D. incaricata di avvicinare Eva Belyakov, una donna dotata di forza sovrumana che, tuttavia, riesce a catturare i loro compagni rinchiudendosi in un edificio assieme a loro e a decine di civili, provocando una forte tensione internazionale. Per risolvere la situazione May decide di entrare nella struttura, scoprendo che ogni uomo presente è vittima di una forma di controllo mentale e che la vera responsabile di tutto ciò non è Eva bensì sua figlia Katya; dopo aver cercato di fermarla Melinda è costretta a uccidere la bambina. Sebbene riesca a salvare le vite di tutti i presenti tra civili ed agenti guadagnandosi il soprannome de "La Cavalleria", tale trauma porterà in seguito May ad allontanarsi dal servizio attivo fino all'inizio della serie. Skye capisce che Eva e Katya Belyakov sono la madre e la figlia di cui Jiaying le ha parlato. Nel presente, Bobbi e il "vero S.H.I.E.L.D." rivelano a May che Coulson le ha tenuto nascosto un'operazione chiamata "Protocollo Theta", insinuandole dei dubbi sulle operazioni dell'uomo. Intanto Raina continua a faticare ad adattarsi al suo nuovo aspetto e si considera un mostro; quando Gordon e Lincoln tentano invano di consolarla, Raina racconta loro di essere costantemente perseguitata dagli incubi. Quella sera stessa Jiaying convince Skye a cenare con Cal di modo da renderlo felice e, assistendo alla cena, Lincoln riconosce uno dei sogni di Raina, in cui Skye cena felicemente insieme al padre, e capisce che la ragazza è dotata di poteri divinatori.
Nella scena finale, Fitz, nel bagno di una stazione di servizio, apre la banca dati di Fury e contatta Coulson e Hunter per riunirsi a loro.
- Altri interpreti: Henry Simmons (Al MacKenzie), Kyle MacLachlan (Dr. Calvin Zabo), Dichen Lachman (Jiaying), Jamie Harris (Gordon), Luke Mitchell (Lincoln Campbell), Ruth Negga (Raina), Christine Adams (Anne Weaver), Blair Underwood (Dr. Andrew Garner), Winter Ave Zoli (Eva Belyakov), Ava Acres (Katya Belyakov).
- Ascolti USA: telespettatori 4.040.000[31].
- Ascolti Italia: telespettatori non disponibili.

## Nemico amico del mio nemico
- Titolo originale: The Frenemy of My Enemy
- Diretto da: Karen Gaviola
- Scritto da: Monica Owusu-Breen e Paul Zbyszewski

### Trama
Dopo essersi ricongiunti con Fitz a San Francisco, Coulson, Hunter e Deathlok rintracciano Ward e l'Agente 33 nella loro nuova casa a Tijuana, in Messico, dove Coulson propone all'uomo di cancellargli crimini e memoria per poi lasciarlo libero in cambio del suo aiuto nella ricerca del dottor List. Scettico sulle macchinazioni di Coulson, Ward si finge interessato e, assieme a 33, sfrutta il neo-condizionato Bakshi per contattare List e, come ordinatogli di nascosto da Ward, offrirgli Deathlok per guadagnare la sua fiducia, cosa che porta a una lite nel mal assortito gruppo di alleati. Contemporaneamente Jiaying ordina che Cal venga allontanato da Aldilà facendogli credere sia solo un fatto temporaneo, ma Skye, consapevole che la reazione del genitore una volta compreso il tranello potrebbe causare vittime, decide di accompagnarlo per indorargli la pillola; teletrasportati da Gordon a Milwaukee, in Wisconsin, città natale di Cal, padre e figlia iniziano a legare ma la ragazza, contattato segretamente lo S.H.I.E.L.D., gli comunica comunque la vera natura del suo allontanamento; la situazione precipita col sopraggiungere di Lincoln, incaricato di tenere d'occhio i due, e delle truppe dell'HYDRA di List, tallonati da Coulson, Hunter, Ward e 33. Nello scontro che segue Skye viene teletrasportata via da Gordon poco prima di potersi ricongiungere ai compagni e Cal riesce ad aggrapparsi sparendo a sua volta, mentre Bakshi, in apparenza lucido, fa catturare Deathlok e Lincoln. In netta inferiorità numerica e a corto di tempo, Ward chiede a Coulson quale sia il piano.
Giunti troppo tardi sul luogo dello scontro, Bobbi e Mack trovano ad attenderli Coulson, che si consegna loro spontaneamente.
- Altri interpreti: Henry Simmons (Al MacKenzie), Kyle MacLachlan (Dr. Calvin Zabo), Dichen Lachman (Jiaying), Jamie Harris (Gordon), Luke Mitchell (Lincoln Campbell), J. August Richards (Deathlok), Maya Stojan (Agente 33), Simon Kassianides (Sunil Bakshi), Henry Goodman (Dr. List).
- Ascolti USA: telespettatori 4.450.000[32].
- Ascolti Italia: telespettatori non disponibili.
- Citazioni e riferimenti: Fatto ritorno alla sua vecchia clinica, Cal confessa alla figlia che il suo vero nome è "Calvin L. Johnson" e di averlo cambiato in "qualcosa di più sinistro" dopo essere divenuto un fuggitivo; in tal modo viene data una giustificazione del cognome "Daisy Johnson" nel MCU, dato che nei fumetti deriva invece dalla madre, Jennifer Kim Johnson.

## Quella sporca mezza dozzina
- Titolo originale: The Dirty Half Dozen
- Diretto da: Kevin Tancharoen
- Scritto da: Brent Fletcher e Drew Z. Greenberg

### Trama
Portato a cospetto di Gonzales, Coulson si offre volontario per infiltrarsi nella base di List nell'Artico al fine di liberare Deathlok e Lincoln. Intanto ad Aldilà, Raina realizza i suoi poteri divinatori e rivela a Skye di avere avuto una visione in cui essa libera il compagno catturato dall'HYDRA, cosa che convince Gordon a teletrasportare Skye alla base dello S.H.I.E.L.D. così che possa partecipare alla missione di recupero assieme ai compagni; la vecchia squadra (Coulson, May, Skye, Fitz, Simmons e Ward) è dunque riunita per uno scopo comune e, sacrificando il loro aereo per depistare il nemico, fa irruzione nella base di List grazie alla complicità interna di Bakshi. Intanto, ignara di quanto sta accadendo, Jiaying permette a Cal di rimanere ad Aldilà, nonostante egli riveli accidentalmente alla comunità che Skye è loro figlia. Alla base dell'HYDRA Skye, padroneggiando maggiormente i suoi poteri, riesce a salvare Lincoln mentre Simmons e Ward soccorrono Deathlok, sebbene poi la biochimica tenti di assassinare il traditore per vendicarsi di ciò che ha fatto alla squadra venendo ostacolata da Bakshi che, in preda al condizionamento, si sacrifica facendo da scudo a Ward il quale, poco dopo, decide di andarsene risparmiando l'assalitrice. Dopo che la squadra fa ritorno al Parco Giochi, Gonzales rivela a Bobbi l'intento di usare Skye e Lincoln per arrivare ai loro simili mentre Coulson, dopo essere stato contattato da Ward e aver accettato la sua richiesta di reintegrare Kara nello S.H.I.E.L.D. e aiutarla a ristabilirsi, contatta Maria Hill riferendole di aver scoperto che il barone Strucker, leader dell'HYDRA, si trova in una base a Sokovia, affinché passi tali informazioni agli Avengers.
Nella scena finale, Raina ha una visione in cui uomini di metallo distruggono varie città.
- Altri interpreti: Henry Simmons (Al MacKenzie), Kyle MacLachlan (Dr. Calvin Zabo), Dichen Lachman (Jiaying), Jamie Harris (Gordon), Luke Mitchell (Lincoln Campbell), Ruth Negga (Raina), Edward James Olmos (Robert Gonzales), Christine Adams (Anne Weaver), J. August Richards (Deathlok), Maya Stojan (Agente 33), Simon Kassianides (Sunil Bakshi), Henry Goodman (Dr. List), Cobie Smulders (Maria Hill).
- Ascolti USA: telespettatori 4.570.000[33].
- Ascolti Italia: telespettatori 182.684[34].

## Cicatrici
- Titolo originale: Scars
- Diretto da: Bobby Roth
- Scritto da: Rafe Judkins e Lauren LeFranc

### Trama
Coulson spiega a Gonzales che "Protocollo Theta" era il nome dato all'Helicarrier usato da Fury nella battaglia di Sokovia, e i due S.H.I.E.L.D. decidono di unirsi, lasciando a Coulson il ruolo di direttore sotto la guida del consiglio formato da Gonzales e dagli altri leader. Mack, non condividendo la decisione, si dimette dall'agenzia. Nel frattempo Raina ha una visione di un'antica arma Kree capace di distruggere gli Inumani che Gordon localizza sulla portaerei Iliad teletrasportandovisi assieme a Raina. I due vengono scoperti da Hunter e lo S.H.I.E.L.D. sfrutta la tecnologia dell'HYDRA per tracciare la loro posizione, scoprendo così l'ubicazione di Aldilà. Skye riesce a convincere Coulson a lasciarla tornare ad Aldilà insieme a Lincoln per organizzare un incontro tra Jiaying e lo S.H.I.E.L.D.; intanto Raina ha una visione e spiega che se Jiaying parlerà con lo S.H.I.E.L.D. scoppierà una guerra, non venendo però creduta da nessuno. Nel frattempo Kara rapisce Bobbi e la conduce da Ward. Gonzales guida la delegazione dello S.H.I.E.LD. ad Aldilà per incontrare Jiaying e poter registrare gli Inumani nell'Indice. Come apparente gesto di buona fede Jiaying consegna Cal allo S.H.I.E.L.D. ma, in seguito, durante il colloquio, uccide Gonzales e si spara alla spalla con la sua pistola dichiarando che questi abbia tentato di ucciderla e dando così inizio a una guerra.
Nella scena finale, l'Agente 33 chiede a Ward perché tengano in vita Bobbi ed egli asserisce faccia tutto parte di un piano più grande.
- Altri interpreti: Henry Simmons (Al MacKenzie), Patton Oswalt (Billy e Sam Koenig), Kyle MacLachlan (Dr. Calvin Zabo), Dichen Lachman (Jiaying), Jamie Harris (Gordon), Luke Mitchell (Lincoln Campbell), Ruth Negga (Raina), Edward James Olmos (Robert Gonzales), Christine Adams (Anne Weaver), Maya Stojan (Agente 33), Alicia Vela-Bailey (Alisha).
- Ascolti USA: telespettatori 4.450.000[35].
- Ascolti Italia: telespettatori non disponibili.
- Citazioni e riferimenti: In questo episodio viene usato ufficialmente il termine "Inumani" per la prima volta.

## S.O.S.
- Titolo originale: S.O.S.
- Diretto da: Vincent Misiano (prima parte), Billy Gierhart (seconda parte)
- Scritto da: Jeffrey Bell (prima parte), Jed Whedon e Maurissa Tancharoen (seconda parte)

### Trama
Lo S.H.I.E.L.D. scopre il piano di Jiaying ma gli Inumani di Aldilà, inclusa Skye, credono alle parole della donna e si schierano dalla sua parte. Ward tortura Bobbi per farle confessare di essere stata lei a rivelare il nascondiglio di Kara all'HYDRA in modo da mantenere la sua copertura.
Capendo che non riuscirà a farla crollare, Ward prepara una trappola per uccidere la prima persona che, giungendo in suo soccorso, aprirà la porta della stanza in cui è rinchiusa Bobbi; nel momento in cui lo S.H.I.E.L.D. rintraccia il luogo in cui la donna è tenuta prigioniera inizia uno scontro durante il quale Ward uccide accidentalmente Kara credendo fosse May, mentre Bobbi si sacrifica per impedire che Hunter cada nella trappola e si prende un proiettile alla spalla al suo posto. Al Parco Giochi, seguendo il piano di Jiaying, Cal si inietta il siero da lui creato trasformandosi in un essere dotato di forza sovrumana per uccidere il maggior numero possibile di agenti, Coulson riesce però a fargli vedere la verità: il siero lo sta uccidendo e il vero mostro è Jiaying, che lo ha convinto a fare cose orribili e a uccidere centinaia di persone per poter assorbire la loro forza vitale e rimanere giovane. Ad Aldilà, Raina viene uccisa da Jiaying di modo che non possa rivelare a nessuno del suo complotto ma Skye, assistendo alla scena, comprende la verità e volta le spalle alla madre. Presa prigioniera Skye, Jiaying guida gli Inumani in un attacco contro la Iliad occupandola e pianificando di utilizzarne gli aerei per rilasciare Cristalli Terrigeni artificiali in tutto il mondo rivelando tutti gli Inumani e uccidendo tutti gli umani. Sfuggito alla cattura, Mack libera Skye la quale, grazie a un messaggio criptato riesce ad avvertire Coulson del piano di Jiaying. Infiltratisi sulla portaerei Coulson e Fitz aiutano Mack ad affrontare Gordon per impedirgli di rilasciare le Nebbie Terrigene attraverso i condotti di aerazione; nel corso della battaglia il teleporta viene accidentalmente ucciso da Fitz e Mack è costretto ad amputare un braccio a Coulson che, per impedire a un cristallo di cadere a terra frantumandosi, lo aveva afferrato al volo iniziando a pietrificarsi. Skye affronta la madre utilizzando i suoi poteri per far precipitare nell'oceano il quinjet su cui essa aveva caricato i cristalli; in tutta risposta Jiaying comincia ad assorbire la sua forza vitale ma Cal corre in soccorso della figlia uccidendo la moglie a mani nude. Tempo dopo, lo S.H.I.E.LD. cancella la memoria a Cal di modo da dargli una nuova e tranquilla vita, Bobbi si ristabilisce e si riavvicina a Hunter, Skye è messa al comando del "progetto Caterpillars" per creare una nuova squadra S.H.I.E.L.D. composta da superumani, May decide di prendersi una pausa insieme ad Andrew e Ward, assetato di vendetta, riunisce quanto rimasto dell'HYDRA sotto il suo comando.
Nella scena finale, mentre i cristalli sul fondo dell'oceano si diffondono comunque in tutto il mondo grazie al pesce pescato in quelle acque, sull'Iliad, Fitz e Simmons chiariscono i loro sentimenti e decidono di andare a cena insieme ma, poco dopo, la ragazza viene assorbita dal monolite Kree.
- Altri interpreti: Henry Simmons (Al MacKenzie), Kyle MacLachlan (Dr. Calvin Zabo), Dichen Lachman (Jiaying), Jamie Harris (Gordon), Luke Mitchell (Lincoln Campbell), Ruth Negga (Raina), Christine Adams (Anne Weaver), Maya Stojan (Agente 33), Alicia Vela-Bailey (Alisha).
- Ascolti USA: telespettatori 3.880.000[36].
- Ascolti Italia: telespettatori non disponibili.